# Schlacht um Casas Grandes
Die Schlacht von Casas Grandes wurde am 6. März 1911 zwischen der mexikanischen Bundesarmee unter Präsident Porfirio Díaz und den Rebellen unter General Francisco I. Madero ausgetragen. Die Rebellentruppen griffen die Stadt Casas Grandes im Bundesstaat Chihuahua an, wurden jedoch von der Bundesgarnison zurückgeschlagen.

## Schlacht
Madero führte beim Angriff auf Casas Grandes um 5:00 Uhr morgens eine Rebellenarmee von etwa 800 Soldaten an. Mehrere von Maderos Männern waren amerikanische Staatsbürger aus den Grenzstaaten. Die Garnison umfasste etwas mehr als 500 Infanteristen unter dem Kommando von Oberst Agustín A. Valdez vom 18. Bataillon Mexikos. Um 7:15 Uhr verstärkte eine weitere Kolonne der mexikanischen Regierung mit 562 Mann die bereits im Kampf befindlichen 500 Soldaten. Zwei von ihnen mitgeführte Granatwerfer kamen schnell zum Einsatz.
Die Schlacht dauerte noch mehrere Stunden, während die Unionstruppen und die Rebellen die jeweiligen Angriffe der Gegner abwehrten. Um 17 Uhr befahl General Madero den Rückzug seiner Truppen. 
Die mexikanische Garnison verlor in der Schlacht 13 Mann und weitere 23 wurden verwundet. Die Verstärkungskolonne verlor 24 Mann und 37 wurden verletzt, darunter auch ihr Kommandant, Oberst Samuel G. Cuellar. Auch General Madero wurde verwundet. Die Rebellen verloren 58 Soldaten und erlitten eine unbekannte Zahl Verwundeter und 41 Gefangene. Von den Opfern unter den Rebellen waren 15 Amerikaner, 17 wurden gefangen genommen.

## Nachwirkungen
Zusätzlich zu den Männern verloren die Rebellen etwa 150 Pferde, 153 Maultiere und 101 Schusswaffen. Madero machte seine Späher für seine Niederlage bei Casas Grandes verantwortlich, die unfähig gewesen seien, die Verstärkung der Bundestruppen zu erkennen. Alle Späher wurden anschließend auf Befehl von General Madero gehängt.